# Pablo Rotchen
Pablo Oscar Rotchen Suárez (Buenos Aires, 23 aprile 1973) è un ex calciatore argentino, di ruolo difensore.

## Caratteristiche tecniche
Giocava come difensore, ricoprendo il ruolo di centrale.

## Carriera

### Club
Rotchen debuttò con l'Independiente nella stagione 1992-1993, giocando la propria prima gara nel corso dell'Apertura 1992. Divenne titolare in maniera stabile a partire dall'annata seguente, in cui giocò 34 partite. Il primo torneo internazionale cui partecipò fu la Supercoppa Sudamericana 1993; nell'edizione successiva prese parte alla vittoria del torneo, che si ripeté nel 1995, anno in cui ottenne anche un posto in Nazionale. A coronamento dell'anno positivo, arrivò anche la conquista della Recopa Sudamericana 1995. Nel 1999 si trasferì in Spagna, all'Espanyol di Barcellona. In Catalogna fu impiegato con continuità, arrivando a disputare la maggior parte degli incontri delle stagioni 1999-2000, 2000-2001 e 2001-2002. Una volta terminato l'ultimo campionato, fu messo sotto contratto dal Monterrey, compagine messicana militante in massima serie nazionale. Con la nuova maglia debuttò il 10 agosto 2002 contro il Morelia. In Centroamerica Rotchen visse tre stagioni positive, giocando con frequenza e vincendo il Clausura 2003. Nel 2005 chiuse la carriera.

### Nazionale
Fu convocato per la prima volta nel 1995 per la Confederations Cup; non fu mai impiegato nel corso del torneo, che la selezione Argentina terminò al secondo posto dietro alla Danimarca. Due anni dopo fu chiamato per la Copa América 1997. Durante tale manifestazione affiancò Mauricio Pellegrino al centro della difesa a 4 utilizzata dal CT Passarella. Giocò dunque contro Ecuador, Cile e Paraguay per tutti i novanta minuti di ogni gara.

## Palmarès

### Club

#### Competizioni nazionali
- Campionato argentino: 1

Independiente: Clausura 1994
- Coppa di Spagna: 1

Espanyol: 1999-2000
- Campionato messicano: 1

Monterrey: Clausura 2003

#### Competizioni internazionali
- Supercoppa Sudamericana: 2

Independiente: 1994, 1995
- Recopa Sudamericana: 1

Independiente: 1995

### Nazionale
- Giochi panamericani: 1

1995